# Запорозький дуб
Запорóзький дуб, також Запорíзький дуб — пам'ятка первісних дубових пралісів Подніпров'я. Вік дерева нараховує понад 700 років. Розташований у правобережній частині Дніпровського району міста Запоріжжя, в межах колишнього селища Хортиця (нині — Верхня Хортиця), на перетині вулиць Тараса Бульби та Нечипора Дейкуна.
Дерево розташоване з правого боку від струмку, в одній з численних балок розгалуженої системи долини річки Верхня Хортиця. На триверстовій військово-топографічній карті другої половини  ХІХ століття ця балка названа Кайдацькою («ов. Кайдацкой»). Серед менонітів села Хортиця вона була відома під іменем Schlehtal.

## «Хортицький дуб» в історії менонітів
В перші роки росту (орієнтовно, XIII—XIV століття) дубок був позбавлений верхівки, і на висоті 1-3 метрів у нього з'явилися відгалуження. Існує хибна думка, що, можливо, саме тому дерево збереглося від вирубки у ХІХ столітті. Дослідники, які у ХІХ столітті спеціально займалися вивченням козацтва та української етнографії регіону — Олександр Афанасьев-Чужбинський, Яків Новицький та Дмитро Яворницький — жодним словом не обмовилися про видатне дерево. Перша з відомих згадок про Запорозький дуб у Верхній Хортиці пов'язана не з українцями, а з менонітами. Дерево вгадується у переказі про прибуття в Україну колоністів-піонерів влітку 1789 року: «Після огляду місцевості вони поставили свої намети під розкішним дубом, котрий, як прийнято вважати, був одним із найстарших у країні дерев на той час. Він залишався пам'яткою великого історичного значення та викликав великий інтерес протягом всього перебування менонітів у Росії». Є також свідчення, що під кроною дуба щойно прибулі колоністи проголосили свою першу молитву на новій землі з подякою за успішне завершення тривалої подорожі.
Дерево отримало серед місцевих менонітів назву Hundertjährige Eiche — Віковий дуб, або Grosse Eiche — Великий дуб. За свідченнями уродженця на Хортиці 1905 року Н. Я. Крьокер (N.J. Kroeker), Віковий дуб — свідок перших важких років на шляху до процвітання, «дорогоцінний зв'язок із далеким минулим» — завжди викликав велике захоплення менонітів. Дуб був осередком сільського життя — тут проходили зустрічі, пікніки, великі сімейні свята, весілля тощо. Колоніст Корнеліус Гільдебранд (Kornelius Hildebrand) забажав прослідкувати ріст дерева. Для цього він змайстрував дерев'яний обруч, який обвів навколо стовбура. До обруча було приєднано пружину та шкалу із вказівником. Дані записувалися протягом кількох років. Пастор Вернер Де Йонг (Werner De Jong) з Нью-Брансвіка, Східна Канада, називав хортицький Віковий дуб найвідомішим деревом в історії менонітів усього світу.
Перша згадка Хортицького дубу в українській літературі датується тільки 1905 роком. Яків Новицький у праці «Очерки Днепра» пропонував віддати дуб під захист «товариства чи лісоохоронного комітету». У 1910 році в селі Хортиця було створено Хортицьке товариство охранителів природи, чому значно сприяло сусідство такої визначної пам'ятки, як Віковий дуб.
Внаслідок політичних і соціальних катастроф першої половини ХХ століття менонітські колонії в Україні припинили існування. Для тих менонітів, кому пощастило емігрувати за межі колишнього СРСР, Віковий дуб у Хортиці набув ще більшого сакрального значення, як символ туги за втраченою батьківщиною предків. Канадійка К. Н. Классен (C.N. Klassen) називає дерево «живим доказом та справжнім свідком славного минулого Хортиці». Американка Х. Р. Паулс (H. R. Pauls) констатувала: «Більшість з нас пов'язує місто Хортиця з „великим дубом“». Саме поняття власної історії у свідомості розкиданих по всьому світу нащадків українських менонітів асоціюється з Віковим дубом. Не випадково, з 1999 року, емблемою журналу «Mennonite Historian», що видається Центром Вивчення Братських Менонітів у Канаді є силует цього дерева.
Чимало туристів-менонітів намагаються привезти з собою з Хортиці жолуді Вікового дубу з тим, щоби посадити їх вдома. Наразі десятки таких дерев, вирощених у багатьох менонітських колоніях Канади, США та інших країн, сприймаються, як свого роду історичні пам'ятки. Досить часто біля них встановлюються меморіальні таблички з відповідними написами. Одна з таких стоїть біля молодого дубу, що росте у парку міста Вінклер, штат Манітоба, Канада. Текст на ній починається словами: «У найстарішій менонітській колонії в Україні стояв величезний 1000-літній дуб — Хортицький Дуб. Це прекрасне старе дерево було місцем збору поколінь козаків. Те ж саме значення він мав і для менонітів, що приїхали в Російську імперію 1789 року на запрошення Катерини ІІ…».
Хворобу дерева, що протягом 1990-х років призвела до відмирання майже всіх його гілок, меноніти сприйняли, як символ пережитого ними горя. На початку 2000-х років у менонітській громаді з'явився вельми сміливий задум консервації загиблого дуба та перетворення його на «Меморіал жертвам радянського пекла». Як найкраще місце для нього, пропонувався розташований біля Дніпровської ГЕС постамент тоді ще не демонтованого пам'ятника Леніну.

## «Запорозький дуб» як український сакральний об'єкт
Якщо для емігрантів-менонітів у другій половині ХХ століття сакральне значення Вікового дубу ще більш підсилилося, то перед радянським офіціозом постала проблема введення дубу в контекст української радянської культури та історії. Ця задача була вирішена шляхом штучної міфологізації та розповсюдження нових легенд за допомогою друкованих засобів та екскурсійної роботи. Впродовж декількох післявоєнних десятиліть великих зусиль до цього доклав мешканець Верхньої Хортиці, «добровільний доглядач Запорізького дубу» та самодіяльний екскурсовод Н. А. Дейкун, хата якого стояла поряд із деревом. У різних популярних виданнях тиражуються  декілька легенд, які не мають під собою фактичної основи:
- Під гіллям дуба навесні 1648 року, перед битвою під Жовтими Водами, зупинявся Богдан Хмельницький з військом.
- Кошовий отаман Іван Сірко з козаками писав під дубом знаменитого листа турецькому султану.
- Запорожці зустрічалися з козаками донського отамана Кіндрата Булавіна на початку XVIII століття.
- Козаки святкували під деревом повернення у склад російської імперії у 1734 році.
- Поет Олександр Пушкін перебував біля дуба під час подорожі на Кавказ у 1820 році.
- Тарас Шевченко у 1843 році під дубом читав селянам свою поему «Катерина».
- Махновці намагалися порубати дуба на дрова для свого бронепоїзда у 1919 році.
- Під час німецько-радянської війни Адольф Гітлер наказав фельдмаршалу Манштейну перевезти дуб у Берлін[21].

В жодному з популярних видань радянського періоду абсолютно нічого не сказано про те велике значення, яке дуб мав для місцевих колоністів-менонітів. Натомість розповсюджувалися цілком безпідставні твердження про те, що дерево ніби-то дивовижним чином уникло знищення від їхніх рук. Впродовж 1950—1980-х років за дубом остаточно закріплюється назва «Запорозький» або «Запорізький». Він перетворюється на один з найвизначніших туристичних об'єктів обласного центру. У 1972 році «Запорозький 700-річний дуб» отримав офіційний статус пам'ятки природи місцевого значення рішенням Запорізького облвиконкому № 206 від 24 травня 1972 року. За даними 1979 року дуб плодоносив один раз на два роки, даючи до чотирьох центнерів жолудів. У той час пам'ятка була філією Державного історико-культурного заповідника «Хортиця», куди щорічно приїздили не лише сотні тисяч туристів зі всього світу, а й іноземні офіційні делегації. Поряд із дубом діяв виставковий зал, ресторан, встановлено гранітну брилу з написом: «Запорозький дуб — унікальна пам'ятка первісних дубових лісів Придніпров'я. Висота дерева — 36 м. Діаметр крони — 63 м. Довжина окружності стовбура — 6 м. 32 см. Вік дерева 600—700 р.».

## Хвороба дубу та спроби його рятування
Наприкінці 1980-х років територію ботанічної пам'ятки природи «Запорозький 700-річний дуб» разом з прилеглим сервісним комплексом (кафе, сувенірна крамниця і… громадський туалет) було передано в оренду одному кооперативу (малому підприємству). Поблизу дуба розташована річка Верхня Хортиця, яка щороку навесні розливалась і перетворювала територію біля туалету в низку калюж, які тривалий час не висихали. Відвідувачі комплексу не могли потрапити до туалету, і санепідстанція погрожувала закрити кафе. Тоді кооператори вирішили поглибити русло річки. Навесні 1989 року декілька днів над цим працював екскаватор. Русло річки поглибили і ... разом з тим мимоволі різко понизили рівень ґрунтових вод у долині річки, де споконвіку ріс Запорозький дуб. Корені дерева, які до речі у дуба в основному поверхневі, втратили контакт з шаром ґрунту, з якого черпали вологу. І дуб на очах почав засихати. Влітку 1989 року Запорізьким міськвиконкомом була створена комісія з обстеження стану дубу, яка виклала все у відповідному акті. Про висновки комісії всі скоро забули, а акт обстеження кудись зник.
У 1990 році Запорозький дуб зовсім захворів — з нього поопадало листя, а згодом і майже вся кора. У той час, оскільки владні структури поставилися до цього цілком байдуже, група ентузіастів намагалася врятувати пам'ятку: з метою відводу зайвої вологи вирили дренажні колодязі, вводили у ґрунт стимулятори росту, закопували під деревом туші худоби, заливали бетоном тріщини, обрізали засохлі гілки. Проте ці зусилля виявилися марними й до 1995 року про майже мертвий дуб забули. Несподівано, навесні 1996 року, на одній з його гілок з'явилося листя, що вселило надію в одужання дерева. З 2002 року здійснюавалися роботи із збереження пам'ятки: були встановлені металеві щогли, що підтримували гілки, деревина оброблялася речовинами для її консервації, ґрунт під деревом укріплювався для запобігання просідання. 2012 року була розпочата масштабна робота із рятуваннямм дерева за допомогою крапельниць зі спеціальним розчином. Щороку з єдиної живої гілки дуба збиралося від декількох сотень до декількох тисяч жолудів, які висаджувалися і роздавалися у вигляді паростків.

## Історико-культурний комплекс «700-річний Запорозький дуб»
24 серпня 2001 року було відкрито Історико-культурний комплекс «700-річний Запорозький Дуб», створений за сприяння громадського благодійного фонду «Запорізькі святині» (Почесний голова правління Віктор Ющенко, автор проєкту Анатолій Гайдамака, голова правління Солод Сергій Веніамінович, члени фонду Карташов Є. Г., Воробйов О. К., Прокофьев В. П., Віротченко О.І., Собакарь А. Н., Козирєв В. К.). Тут встановлено декілька паркових скульптур з бронзи, у 2004 році освячено храм Покрова Пресвятої Богородиці УПЦ (МП), побудований над річкою Верхня Хортиця. У 2009 році Історико-культурний комплекс був переданий у довгострокову оренду дитячо-юнацькій школі козацького бойового мистецтва «Спас», де почали проводитися її зайняття та виступи, розважальні заходи на державні та релігійні свята, Всеукраїнський фестиваль «Спас на Дубі» в другій половині серпня. Станом на 2013 рік, у складі об'єктів історико-культурного центру «700-річний Запорозький дуб» функціювали:
- музеєфікований Запорозький дуб;
- церква Покрови Пресвятої Богородиці (у московському варіанті Церков Святої Ніни грузинської);
- театр козацького бою «Запорізький Спас»;
- церковна козацька школа;
- ігрові дитячі вистави;
- кінні прогулянки, та уроки верхової їзди;
- кафе-шинок «КумПаниЯ»;
- сувенірна крамниця.

У 2010 році Державна служба заповідної справи України та Київський еколого-культурний центр провели Всеукраїнський конкурс «Національне дерево України». Перше місце у номінації «Історичне дерево України» отримав «700-річний Запорозький дуб». У 2014 році громадська організація «Запорожский вектор» започаткувала проєкт «Символи Запоріжжя». Першим з них став Запорізький дуб. Обрання в якості одного з головних символів міста важко хворого дерева викликало доволі неоднозначну реакцію багатьох запорожців.

## Погіршення стану дерева та загроза над пам'яткою

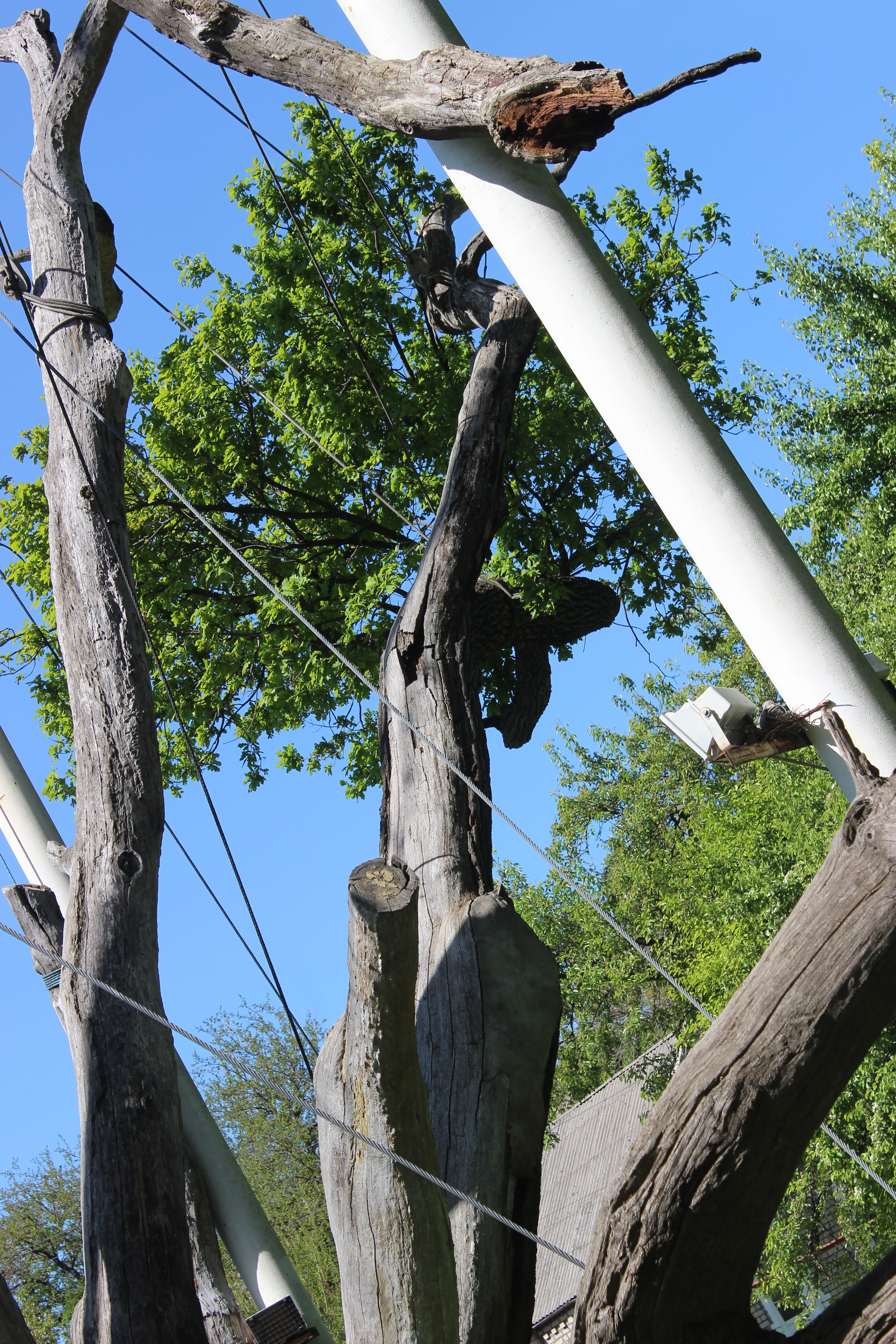
Єдина жива гілка дерева

Тим часом стан дубу поступово погіршувався, одна за одною обламувалися його сухі гілки. У листопаді 2014 року одна з гілок впала, обламана вітром. У травні 2015 року у суху частину дерева потрапила блискавка, після чого впали ще декілька гілок. Врятувати сучасний вигляд дубу для нащадків є можливість завдяки консервації, але на це ніхто не хоче йти, бо одна гілка дерева ще жива. Через те, що Запорозький дуб, як екскурсійний об'єкт, значною мірою втратив свою атрактивність, у 2017 році історико-культурний комплекс був переданий на баланс Запорізької міської ради. Вже у 2017 р. потік відвідувачів на комплекс значно скоротився, а масові заходи тут майже не проводилися.
24 вересня 2018 року, перед черговою сесією Запорізької міської ради з'явився проєкт рішення про позбавлення статусу Запорозького дуба ботанічної пам'ятки природи місцевого значення. Передбачалося, що після цього дуб просто спиляють і почнуть реконструкцію всього історико-культурного комплексу. Злочинне рішення не було прийняте — не вистачило голосів. Наразі над Запорозьким дубом нависла небезпека повного знищення. Проте, навіть якщо найближчими роками сам живий організм остаточно загине, його рештки, саме місце його розташування залишатиметься пам'ятним, сакральним об'єктом. Тому  існує необхідність надати Запорозькому дубу статус історичної пам'ятки місцевого значення, як визначному місцю. Наукове обґрунтування для цього вже підготовлене у Запорізькій обласній інспекції по охороні пам'яток історії та культури.

Запорозький дуб (2023)
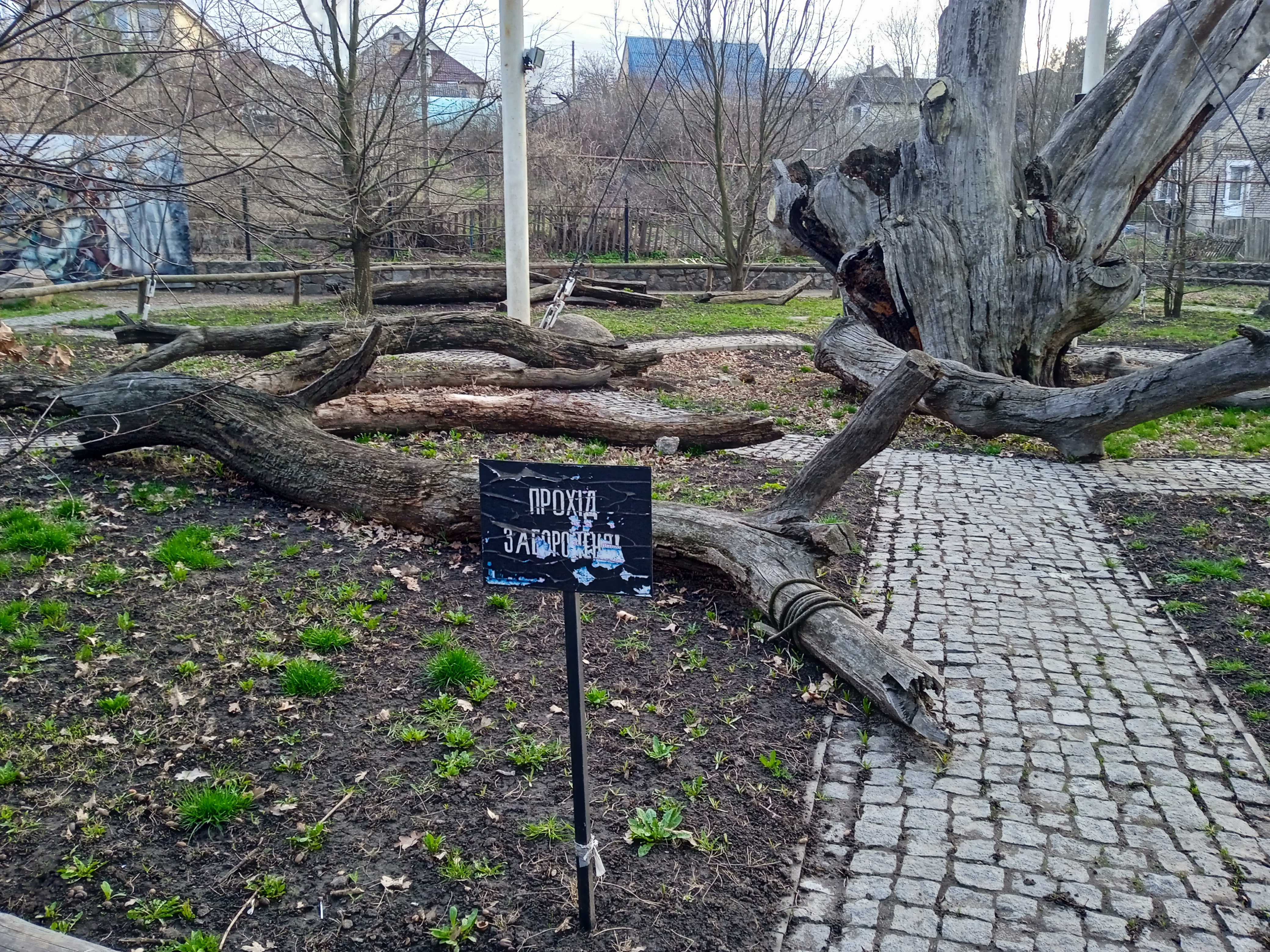
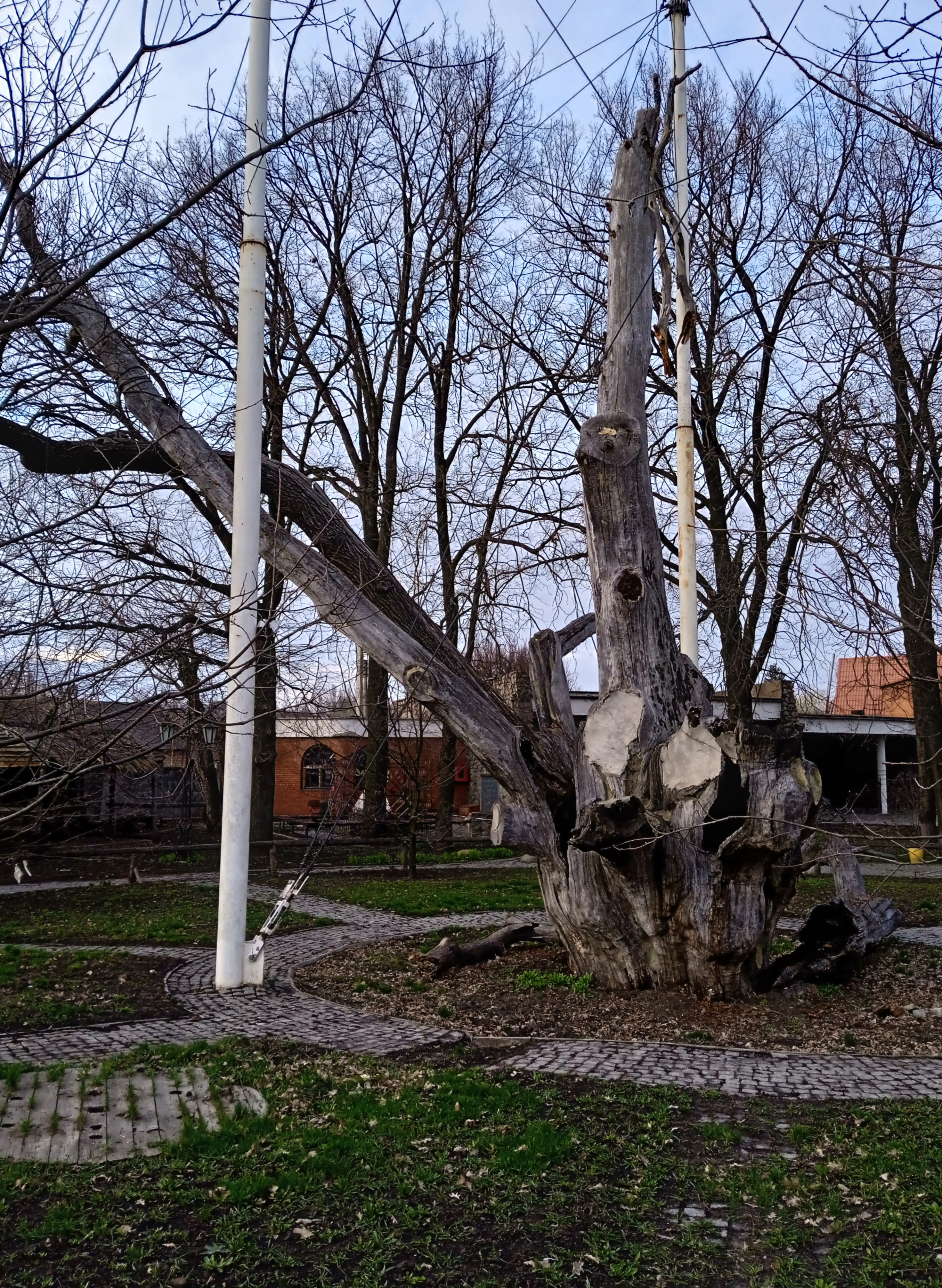

6 лютого 2023 року мережу сколихнула інформація про остаточну загибель легендарного Запорозького дуба, проте виявилося, що вона була неправдивою і єдина жива гілка досі на місці.
4 червня 2025 року 700-річний Запорозький дуб втратив свою останню живу гілку. Ймовірною причиною цього є його вік, втім остаточну загибель дерева ще не констатували. За повідомленням директора Департаменту культури та туризму Запорізької міської ради Олексія Максименка, «остання гілка Запорізького дуба тривалий час була мала незадовільний стан через власний вік».

## Характеристика (станом на 1970-ті роки)
- Вік — понад 700 років.
- Висота — 36 м.
- Діаметр стовбура — 6,5 м.
- Діаметр крони — 43 м.

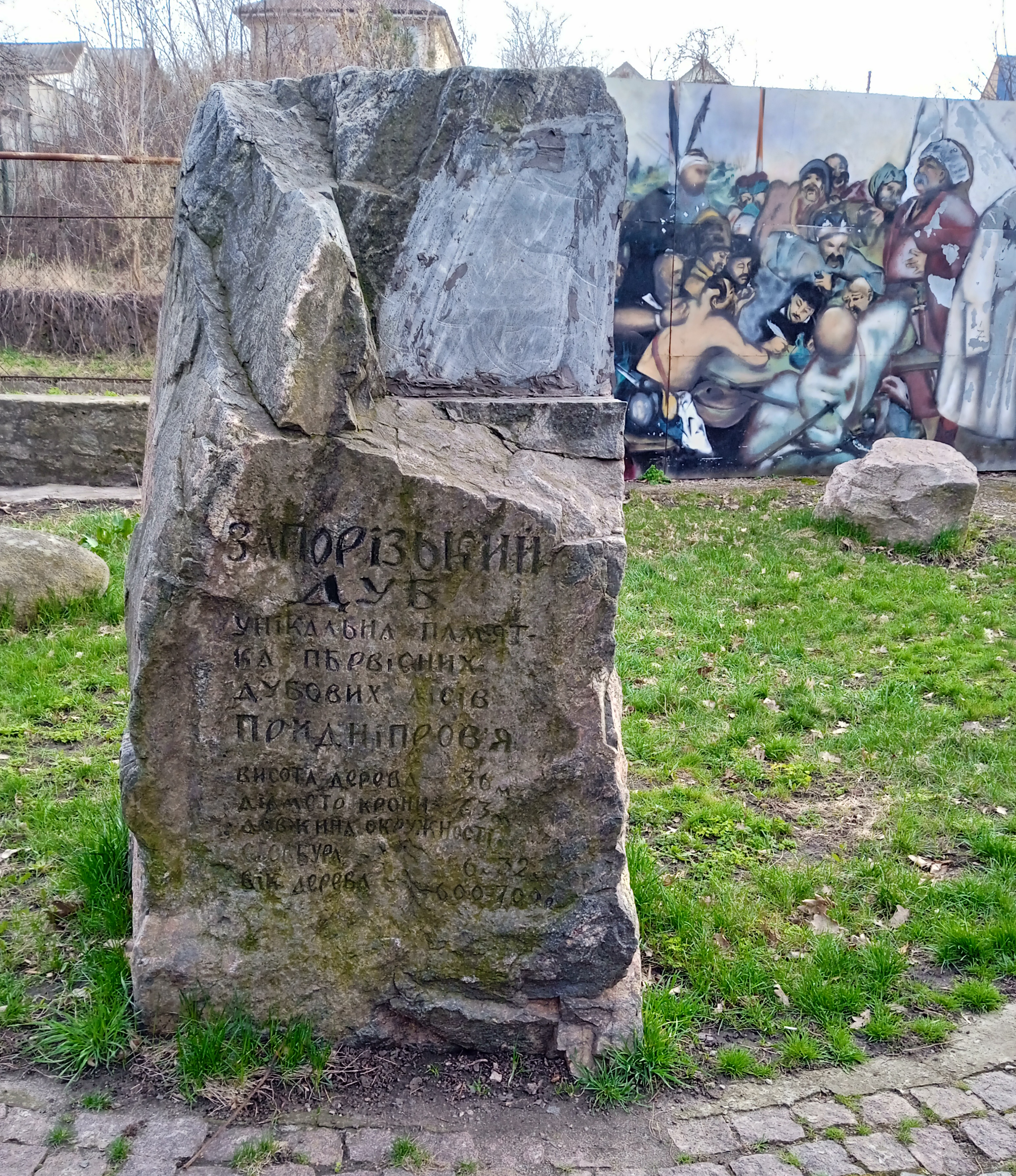
Пам'ятна стела біля Запорозького дуба

З жолудів Запорозького дуба виростили дерева в таких країнах, як:
Україна, Азербайджан, Білорусь, Грузія, Данія, Естонія, Ізраїль, Канада, Китай, Латвія, Польща, Росія, США, Туреччина, Швеція, Японія тощо.